# عملیات صور
انفجار مقر فرماندهی اسرائیل در صور یا «انفجار-صور» نام عملیات یا انفجاری است
```
که در مقر فرماندهی 
اسرائیل
 در شهر 
صور
 
لبنان
 انجام گردید. این عملیات
[
۶
]
 در تاریخ ۱۱ نوامبر ۱۹۸۲
[
۷
]
[
۸
]
[
۹
]
 توسط جوان ۱۸ ساله لبنانی بنام 
احمد قصیر
 شکل گرفت. در این عملیات،
[
۱۰
]
[
۱۱
]
[
۱۲
]
 وی با خودروی خود که پر از مواد انفجاری شده بود،
[
۱۳
]
[
۱۴
]
 به سوی ساختمان حکومت نظامی اسرائیل که در شهر صور واقع شده بود، حرکت نموده و با سرعت زیاد خودرو را به طبقه اول ساختمان می‌زند که موجب انفجارِ ساختمان می‌شود و به دنبال این انفجار، ۱۴۱ افسر و سرباز اسرائیلی کشته و ۱۰ نفر دیگر مفقود شدند
[
نیازمند منبع
]
.
```